# Polo aquático no Campeonato Mundial de Esportes Aquáticos de 2013 - Masculino
O torneio masculino de polo aquático no Campeonato Mundial de Esportes Aquáticos de 2013 foi disputado entre 23 de julho e 3 de agosto na Piscines Bernat Picornell em Barcelona, Espanha.

## Medalhistas
| Ouro | Prata | Bronze |
| Hungria · Attila Decker · Viktor Nagy · Bence Bátori · Krisztián Bedő · Ádám Decker · Miklós Gór-Nagy · Balázs Hárai · Norbert Hosnyánszky · Norbert Madaras · Márton Szívós · Dániel Varga · Dénes Varga · Márton Vámos | Montenegro · Zdravko Radić · Draško Brguljan · Vjekoslav Pasković · Antonio Petrović · Darko Brguljan · Ugo Crousillat · Mlađan Janović · Nikola Janović · Aleksandar Ivović · Saša Mišić · Filip Klikovac · Predrag Jokić · Miloš Šćepanović | Croácia · Josip Pavić · Luka Lončar · Ivan Milaković · Fran Paškvalin · Maro Joković · Luka Bukić · Petar Muslim · Andro Bušlje · Sandro Sukno · Nikša Dobud · Anđelo Šetka · Paulo Obradović · Marko Bijač |

## Primeira fase
Todas as partidas seguem o fuso horário da Espanha  (UTC+1)

### Grupo A
|               | J | V | E | D | GM | GS | SG  | PT |
| ------------- | - | - | - | - | -- | -- | --- | -- |
| Grécia        | 3 | 3 | 0 | 0 | 38 | 15 | +23 | 6  |
| Montenegro    | 3 | 2 | 0 | 1 | 34 | 12 | +22 | 4  |
| Espanha       | 3 | 1 | 0 | 2 | 30 | 18 | +12 | 2  |
| Nova Zelândia | 3 | 0 | 0 | 3 | 8  | 65 | −57 | 0  |

| 22 de julho de 2013 | Jogo 1 | Montenegro                                 | 4–6 | Grécia | Piscines Bernat Picornell, Barcelona Público: 300 Árbitros: Alexandrescu (ROU), Naumov (RUS) |
| 22 de julho de 2013 | Jogo 1 | Pontuação por períodos: 0–0, 0–3, 1–2, 3–1 |     |        | Piscines Bernat Picornell, Barcelona Público: 300 Árbitros: Alexandrescu (ROU), Naumov (RUS) |

| 22 de julho de 2013 21:30 | Jogo 8 | Espanha                                    | 18–3 | Nova Zelândia | Piscines Bernat Picornell, Barcelona Público: 900 Árbitros: Balfanbayev (KAZ), Gaber (EGY) |
| 22 de julho de 2013 21:30 | Jogo 8 | Pontuação por períodos: 3–0, 3–1, 7–1, 5–1 |      |               | Piscines Bernat Picornell, Barcelona Público: 900 Árbitros: Balfanbayev (KAZ), Gaber (EGY) |

| 24 de julho de 2013 20:10 | Jogo 15 | Nova Zelândia                              | 4–24 | Grécia | Piscines Bernat Picornell, Barcelona Público: 1,000 Árbitros: Reemnet (NED), Gaber (EGY) |
| 24 de julho de 2013 20:10 | Jogo 15 | Pontuação por períodos: 2–5, 1–8, 0–6, 1–4 |      |        | Piscines Bernat Picornell, Barcelona Público: 1,000 Árbitros: Reemnet (NED), Gaber (EGY) |

| 24 de julho de 2013 21:30 | Jogo 16 | Montenegro                                 | 7–5 | Espanha | Piscines Bernat Picornell, Barcelona Árbitros: Vogel (HUN), Alexandrescu (ROU) |
| 24 de julho de 2013 21:30 | Jogo 16 | Pontuação por períodos: 2–3, 2–2, 2–0, 1–0 |     |         | Piscines Bernat Picornell, Barcelona Árbitros: Vogel (HUN), Alexandrescu (ROU) |

| 26 de julho de 2013 17:30 | Jogo 21 | Montenegro                                 | 23–1 | Nova Zelândia | Piscines Bernat Picornell, Barcelona Público: 550 Árbitros: Cardenuto (BRA), Gaber (EGY) |
| 26 de julho de 2013 17:30 | Jogo 21 | Pontuação por períodos: 5–0, 8–1, 6–0, 4–0 |      |               | Piscines Bernat Picornell, Barcelona Público: 550 Árbitros: Cardenuto (BRA), Gaber (EGY) |

| 26 de julho de 2013 21:30 | Jogo 24 | Espanha                                    | 7–8 | Grécia | Piscines Bernat Picornell, Barcelona Público: 2,500 Árbitros: Koryzna (POL), Bianchi (ITA) |
| 26 de julho de 2013 21:30 | Jogo 24 | Pontuação por períodos: 1–1, 0–2, 2–3, 4–2 |     |        | Piscines Bernat Picornell, Barcelona Público: 2,500 Árbitros: Koryzna (POL), Bianchi (ITA) |

### Grupo B
|                | J | V | E | D | GM | GS | SG  | PT |
| -------------- | - | - | - | - | -- | -- | --- | -- |
| Croácia        | 3 | 3 | 0 | 0 | 41 | 15 | +26 | 6  |
| Estados Unidos | 3 | 2 | 0 | 1 | 31 | 19 | +12 | 4  |
| Canadá         | 3 | 1 | 0 | 2 | 32 | 32 | 0   | 2  |
| África do Sul  | 3 | 0 | 0 | 3 | 14 | 52 | −38 | 0  |

| 22 de julho de 2013 10:50 | Jogo 2 | Croácia                                    | 9–7 | Estados Unidos | Piscines Bernat Picornell, Barcelona Público: 1300 Árbitros: Bender (GER), Moller (ARG) |
| 22 de julho de 2013 10:50 | Jogo 2 | Pontuação por períodos: 1–1, 2–2, 3–1, 3–3 |     |                | Piscines Bernat Picornell, Barcelona Público: 1300 Árbitros: Bender (GER), Moller (ARG) |

| 22 de julho de 2013 12:10 | Jogo 3 | Canadá                                     | 17–11 | África do Sul | Piscines Bernat Picornell, Barcelona Público: 335 Árbitros: Golijanin (SRB), Rezvani (IRN) |
| 22 de julho de 2013 12:10 | Jogo 3 | Pontuação por períodos: 4–2, 2–3, 7–4, 4–2 |       |               | Piscines Bernat Picornell, Barcelona Público: 335 Árbitros: Golijanin (SRB), Rezvani (IRN) |

| 24 de julho de 2013 09:30 | Jogo 9 | África do Sul                              | 3–16 | Estados Unidos | Piscines Bernat Picornell, Barcelona Público: 600 Árbitros: Balfanbayev (KAZ), Ni (CHN) |
| 24 de julho de 2013 09:30 | Jogo 9 | Pontuação por períodos: 0–4, 1–5, 2–5, 0–2 |      |                | Piscines Bernat Picornell, Barcelona Público: 600 Árbitros: Balfanbayev (KAZ), Ni (CHN) |

| 24 de julho de 2013 10:50 | Jogo 10 | Croácia                                    | 13–8 | Canadá | Piscines Bernat Picornell, Barcelona Público: 1800 Árbitros: Koganov (AZE), Rezvani (IRN) |
| 24 de julho de 2013 10:50 | Jogo 10 | Pontuação por períodos: 3–0, 3–3, 4–3, 3–2 |      |        | Piscines Bernat Picornell, Barcelona Público: 1800 Árbitros: Koganov (AZE), Rezvani (IRN) |

| 26 de julho de 2013 18:50 | Jogo 22 | Croácia                                    | 19–0 | África do Sul | Piscines Bernat Picornell, Barcelona Público: 1800 Árbitros: Ni (CHN), Rezvani (IRN) |
| 26 de julho de 2013 18:50 | Jogo 22 | Pontuação por períodos: 3–0, 4–0, 7–0, 5–0 |      |               | Piscines Bernat Picornell, Barcelona Público: 1800 Árbitros: Ni (CHN), Rezvani (IRN) |

| 26 de julho de 2013 20:10 | Jogo 23 | Canadá                                     | 7–8 | Estados Unidos | Piscines Bernat Picornell, Barcelona Público: 1,000 Árbitros: Golijanin (SRB), Flahive (AUS) |
| 26 de julho de 2013 20:10 | Jogo 23 | Pontuação por períodos: 2–2, 0–1, 1–2, 4–3 |     |                | Piscines Bernat Picornell, Barcelona Público: 1,000 Árbitros: Golijanin (SRB), Flahive (AUS) |

### Grupo C
|           | J | V | E | D | GM | GS | SG  | PT |
| --------- | - | - | - | - | -- | -- | --- | -- |
| Sérvia    | 3 | 3 | 0 | 0 | 39 | 26 | +13 | 6  |
| Hungria   | 3 | 1 | 1 | 1 | 32 | 27 | +5  | 3  |
| Austrália | 3 | 1 | 1 | 1 | 25 | 26 | −1  | 3  |
| China     | 3 | 0 | 0 | 3 | 21 | 38 | −17 | 0  |

| 22 de julho de 2013 13:30 | Jogo 4 | Sérvia                                     | 10–7 | Austrália | Piscines Bernat Picornell, Barcelona Público: 300 Árbitros: Borrell (ESP), Stavridis (GRE) |
| 22 de julho de 2013 13:30 | Jogo 4 | Pontuação por períodos: 4–3, 2–0, 1–2, 3–2 |      |           | Piscines Bernat Picornell, Barcelona Público: 300 Árbitros: Borrell (ESP), Stavridis (GRE) |

| 22 de julho de 2013 17:30 | Jogo 5 | Hungria                                    | 13–5 | China | Piscines Bernat Picornell, Barcelona Público: 500 Árbitros: Margeta (SLO), Mellirar (RSA) |
| 22 de julho de 2013 17:30 | Jogo 5 | Pontuação por períodos: 3–1, 4–1, 3–2, 3–1 |      |       | Piscines Bernat Picornell, Barcelona Público: 500 Árbitros: Margeta (SLO), Mellirar (RSA) |

| 24 de julho de 2013 12:10 | Jogo 11 | China                                      | 7–9 | Austrália | Piscines Bernat Picornell, Barcelona Público: 455 Árbitros: Naumov (RUS), Abramović (MNE) |
| 24 de julho de 2013 12:10 | Jogo 11 | Pontuação por períodos: 1–4, 1–2, 1–2, 4–1 |     |           | Piscines Bernat Picornell, Barcelona Público: 455 Árbitros: Naumov (RUS), Abramović (MNE) |

| 24 de julho de 2013 13:30 | Jogo 12 | Sérvia                                     | 13–10 | Hungria | Piscines Bernat Picornell, Barcelona Público: 1,000 Árbitros: Margeta (SLO), Koryzna (POL) |
| 24 de julho de 2013 13:30 | Jogo 12 | Pontuação por períodos: 2–3, 5–2, 2–2, 4–3 |       |         | Piscines Bernat Picornell, Barcelona Público: 1,000 Árbitros: Margeta (SLO), Koryzna (POL) |

| 26 de julho de 2013 09:30 | Jogo 17 | Sérvia                                     | 16–9 | China | Piscines Bernat Picornell, Barcelona Público: 350 Árbitros: Williams (NZL), Moller (ARG) |
| 26 de julho de 2013 09:30 | Jogo 17 | Pontuação por períodos: 4–3, 4–2, 5–3, 3–1 |      |       | Piscines Bernat Picornell, Barcelona Público: 350 Árbitros: Williams (NZL), Moller (ARG) |

| 26 de julho de 2013 10:50 | Jogo 18 | Hungria                                    | 9–9 | Austrália | Piscines Bernat Picornell, Barcelona Público: 1,100 Árbitros: Margeta (SLO), Stavridis (GRE) |
| 26 de julho de 2013 10:50 | Jogo 18 | Pontuação por períodos: 3–3, 1–1, 3–3, 2–2 |     |           | Piscines Bernat Picornell, Barcelona Público: 1,100 Árbitros: Margeta (SLO), Stavridis (GRE) |

### Grupo D
|             | J | V | E | D | GM | GS | SG  | PT |
| ----------- | - | - | - | - | -- | -- | --- | -- |
| Itália      | 3 | 3 | 0 | 0 | 32 | 18 | +14 | 6  |
| Alemanha    | 3 | 2 | 0 | 1 | 26 | 26 | 0   | 4  |
| Cazaquistão | 3 | 1 | 0 | 2 | 21 | 25 | −4  | 2  |
| Roménia     | 3 | 0 | 0 | 3 | 16 | 26 | −10 | 0  |

| 22 de julho de 2013 18:50 | Jogo 6 | Itália                                     | 10–4 | Roménia | Piscines Bernat Picornell, Barcelona Público: 600 Árbitros: Peris (CRO), Koryzna (POL) |
| 22 de julho de 2013 18:50 | Jogo 6 | Pontuação por períodos: 4–1, 1–1, 2–2, 2–0 |      |         | Piscines Bernat Picornell, Barcelona Público: 600 Árbitros: Peris (CRO), Koryzna (POL) |

| 22 de julho de 2013 20:10 | Jogo 7 | Alemanha                                   | 9–8 | Cazaquistão | Piscines Bernat Picornell, Barcelona Público: 800 Árbitros: Terepenka (CAN), Koganov (AZE) |
| 22 de julho de 2013 20:10 | Jogo 7 | Pontuação por períodos: 3–3, 3–0, 3–1, 0–4 |     |             | Piscines Bernat Picornell, Barcelona Público: 800 Árbitros: Terepenka (CAN), Koganov (AZE) |

| 24 de julho de 2013 17:30 | Jogo 13 | Cazaquistão                                | 7–4 | Roménia | Piscines Bernat Picornell, Barcelona Público: 600 Árbitros: Peris (CRO), Stavridis (GRE) |
| 24 de julho de 2013 17:30 | Jogo 13 | Pontuação por períodos: 1–0, 2–2, 4–1, 0–1 |     |         | Piscines Bernat Picornell, Barcelona Público: 600 Árbitros: Peris (CRO), Stavridis (GRE) |

| 24 de julho de 2013 18:50 | Jogo 14 | Itália                                     | 10–8 | Alemanha | Piscines Bernat Picornell, Barcelona Público: 600 Árbitros: Borrell (ESP), Terepenka (CAN) |
| 24 de julho de 2013 18:50 | Jogo 14 | Pontuação por períodos: 3–1, 3–1, 3–3, 1–3 |      |          | Piscines Bernat Picornell, Barcelona Público: 600 Árbitros: Borrell (ESP), Terepenka (CAN) |

| 26 de julho de 2013 12:10 | Jogo 19 | Itália                                     | 12–6 | Cazaquistão | Piscines Bernat Picornell, Barcelona Público: 700 Árbitros: Peris (CRO), Abramović (MNE) |
| 26 de julho de 2013 12:10 | Jogo 19 | Pontuação por períodos: 3–0, 3–2, 2–1, 4–3 |      |             | Piscines Bernat Picornell, Barcelona Público: 700 Árbitros: Peris (CRO), Abramović (MNE) |

| 26 de julho de 2013 13:30 | Jogo 20 | Alemanha                                   | 9–8 | Roménia | Piscines Bernat Picornell, Barcelona Público: 800 Árbitros: Naumov (RUS), Littlejohn (GBR) |
| 26 de julho de 2013 13:30 | Jogo 20 | Pontuação por períodos: 4–3, 3–0, 1–2, 1–3 |     |         | Piscines Bernat Picornell, Barcelona Público: 800 Árbitros: Naumov (RUS), Littlejohn (GBR) |

## Segunda fase
|  | Oitavas de final | Oitavas de final |             |    | Quartas de final    | Quartas de final    |             |             | Semifinais | Semifinais |  |  | Final | Final |
|  |                  |                  |             |    |                     |                     |             |             |            |            |  |  |       |       |
|  | 28 de julho      |                  |             |    |                     |                     |             |             |            |            |  |  |       |       |
|  |                  |                  |             |    |                     |                     |             |             |            |            |  |  |       |       |
|  | Grécia           | 13               |             |    |                     |                     |             |             |            |            |  |  |       |       |
|  | Grécia           | 13               | 30 de julho |    |                     |                     |             |             |            |            |  |  |       |       |
|  | África do Sul    | 5                |             |    |                     |                     |             |             |            |            |  |  |       |       |
|  | África do Sul    | 5                | Grécia      | 3  |                     |                     |             |             |            |            |  |  |       |       |
|  | 28 de julho      |                  | Grécia      | 3  |                     |                     |             |             |            |            |  |  |       |       |
|  |                  | Hungria          | 9           |    |                     |                     |             |             |            |            |  |  |       |       |
|  | Hungria          | Hungria          | 9           | 16 |                     |                     |             |             |            |            |  |  |       |       |
|  | Hungria          |                  | 1 de agosto | 16 |                     |                     |             |             |            |            |  |  |       |       |
|  | Cazaquistão      | 7                |             |    |                     |                     |             |             |            |            |  |  |       |       |
|  | Cazaquistão      | 7                | Hungria     | 11 |                     |                     |             |             |            |            |  |  |       |       |
|  | 28 de julho      |                  | Hungria     | 11 |                     |                     |             |             |            |            |  |  |       |       |
|  |                  | Croácia          | 10          |    |                     |                     |             |             |            |            |  |  |       |       |
|  | Croácia          | Croácia          | 10          | 21 |                     |                     |             |             |            |            |  |  |       |       |
|  | Croácia          | 30 de julho      |             | 21 |                     |                     |             |             |            |            |  |  |       |       |
|  | Nova Zelândia    | 4                |             |    |                     |                     |             |             |            |            |  |  |       |       |
|  | Nova Zelândia    | 4                | Croácia     | 7  |                     |                     |             |             |            |            |  |  |       |       |
|  | 28 de julho      |                  | Croácia     | 7  |                     |                     |             |             |            |            |  |  |       |       |
|  |                  | Austrália        | 6           |    |                     |                     |             |             |            |            |  |  |       |       |
|  | Alemanha         | Austrália        | 6           | 4  |                     |                     |             |             |            |            |  |  |       |       |
|  | Alemanha         |                  | 3 de agosto | 4  |                     |                     |             |             |            |            |  |  |       |       |
|  | Austrália        | 8                |             |    |                     |                     |             |             |            |            |  |  |       |       |
|  | Austrália        | 8                | Hungria     | 8  |                     |                     |             |             |            |            |  |  |       |       |
|  | 28 de julho      |                  | Hungria     | 8  |                     |                     |             |             |            |            |  |  |       |       |
|  |                  | Montenegro       | 7           |    |                     |                     |             |             |            |            |  |  |       |       |
|  | Sérvia           | Montenegro       | 7           | 13 |                     |                     |             |             |            |            |  |  |       |       |
|  | Sérvia           | 30 de julho      |             | 13 |                     |                     |             |             |            |            |  |  |       |       |
|  | Roménia          | 5                |             |    |                     |                     |             |             |            |            |  |  |       |       |
|  | Roménia          | 5                | Sérvia      | 8  |                     |                     |             |             |            |            |  |  |       |       |
|  | 28 de julho      |                  | Sérvia      | 8  |                     |                     |             |             |            |            |  |  |       |       |
|  |                  | Montenegro       | 9           |    |                     |                     |             |             |            |            |  |  |       |       |
|  | Montenegro       | Montenegro       | 9           | 12 |                     |                     |             |             |            |            |  |  |       |       |
|  | Montenegro       |                  | 1 de agosto | 12 |                     |                     |             |             |            |            |  |  |       |       |
|  | Canadá           | 4                |             |    |                     |                     |             |             |            |            |  |  |       |       |
|  | Canadá           | 4                | Montenegro  | 10 |                     |                     |             |             |            |            |  |  |       |       |
|  | 28 de julho      |                  | Montenegro  | 10 |                     |                     |             |             |            |            |  |  |       |       |
|  |                  | Itália           | 8           |    | Disputa pelo bronze | Disputa pelo bronze |             |             |            |            |  |  |       |       |
|  | Itália           | Itália           | 8           | 11 | Disputa pelo bronze | Disputa pelo bronze |             |             |            |            |  |  |       |       |
|  | Itália           | 30 de julho      | 30 de julho | 11 |                     |                     | 3 de agosto | 3 de agosto |            |            |  |  |       |       |
|  | China            | 30 de julho      | 30 de julho | 3  |                     |                     | 3 de agosto | 3 de agosto |            |            |  |  |       |       |
|  | China            | Itália           | 4           | 3  | Croácia             | 10                  |             |             |            |            |  |  |       |       |
|  | 28 de julho      | Itália           | 4           |    | Croácia             | 10                  |             |             |            |            |  |  |       |       |
|  |                  | Espanha          | 3           |    | Itália              | 8                   |             |             |            |            |  |  |       |       |
|  | Estados Unidos   | Espanha          | 3           | 6  | Itália              | 8                   |             |             |            |            |  |  |       |       |
|  | Estados Unidos   |                  |             | 6  |                     |                     |             |             |            |            |  |  |       |       |
|  | Espanha          | 10               |             |    |                     |                     |             |             |            |            |  |  |       |       |
|  | Espanha          | 10               |             |    |                     |                     |             |             |            |            |  |  |       |       |

### Oitavas de final
| 28 de julho de 2013 09:30 | Jogo 25 | Grécia                                     | 13–5 | África do Sul | Piscines Bernat Picornell, Barcelona Público: 300 Árbitros: Abramović (MNE), Cardenuto (BRA) |
| 28 de julho de 2013 09:30 | Jogo 25 | Pontuação por períodos: 3–2, 3–2, 4–0, 3–1 |      |               | Piscines Bernat Picornell, Barcelona Público: 300 Árbitros: Abramović (MNE), Cardenuto (BRA) |

| 28 de julho de 2013 10:50 | Jogo 26 | Montenegro                                 | 12–4 | Canadá | Piscines Bernat Picornell, Barcelona Público: 800 Árbitros: Balfanbayev (KAZ), Vogel (HUN) |
| 28 de julho de 2013 10:50 | Jogo 26 | Pontuação por períodos: 2–1, 3–0, 3–3, 4–0 |      |        | Piscines Bernat Picornell, Barcelona Público: 800 Árbitros: Balfanbayev (KAZ), Vogel (HUN) |

| 28 de julho de 2013 12:10 | Jogo 27 | Croácia                                    | 21–4 | Nova Zelândia | Piscines Bernat Picornell, Barcelona Público: 1600 Árbitros: Drury (USA), Melliar (RSA) |
| 28 de julho de 2013 12:10 | Jogo 27 | Pontuação por períodos: 6–1, 4–2, 8–0, 3–1 |      |               | Piscines Bernat Picornell, Barcelona Público: 1600 Árbitros: Drury (USA), Melliar (RSA) |

| 28 de julho de 2013 13:30 | Jogo 28 | Estados Unidos                             | 6–10 | Espanha | Piscines Bernat Picornell, Barcelona Público: 1,300 Árbitros: Peris (CRO), Alexandrescu (ROU) |
| 28 de julho de 2013 13:30 | Jogo 28 | Pontuação por períodos: 2–4, 2–1, 1–2, 1–3 |      |         | Piscines Bernat Picornell, Barcelona Público: 1,300 Árbitros: Peris (CRO), Alexandrescu (ROU) |

| 28 de julho de 2013 17:30 | Jogo 29 | Sérvia                                     | 13–5 | Roménia | Piscines Bernat Picornell, Barcelona Público: 600 Árbitros: Koganov (AZE), Naumov (RUS) |
| 28 de julho de 2013 17:30 | Jogo 29 | Pontuação por períodos: 2–1, 5–1, 3–1, 3–2 |      |         | Piscines Bernat Picornell, Barcelona Público: 600 Árbitros: Koganov (AZE), Naumov (RUS) |

| 28 de julho de 2013 18:50 | Jogo 30 | Hungria                                    | 16–7 | Cazaquistão | Piscines Bernat Picornell, Barcelona Público: 700 Árbitros: Reemnet (NED), Koryzna (POL) |
| 28 de julho de 2013 18:50 | Jogo 30 | Pontuação por períodos: 2–4, 7–1, 6–1, 1–1 |      |             | Piscines Bernat Picornell, Barcelona Público: 700 Árbitros: Reemnet (NED), Koryzna (POL) |

| 28 de julho de 2013 20:10 | Jogo 31 | Itália                                     | 11–3 | China | Piscines Bernat Picornell, Barcelona Público: 600 Árbitros: Margeta (SLO), Terepenka (CAN) |
| 28 de julho de 2013 20:10 | Jogo 31 | Pontuação por períodos: 3–1, 3–1, 3–0, 2–1 |      |       | Piscines Bernat Picornell, Barcelona Público: 600 Árbitros: Margeta (SLO), Terepenka (CAN) |

| 28 de julho de 2013 21:30 | Jogo 32 | Alemanha                                   | 4–8 | Austrália | Piscines Bernat Picornell, Barcelona Público: 900 Árbitros: Borrell (ESP), Bianchi (ITA) |
| 28 de julho de 2013 21:30 | Jogo 32 | Pontuação por períodos: 0–2, 2–2, 0–1, 2–3 |     |           | Piscines Bernat Picornell, Barcelona Público: 900 Árbitros: Borrell (ESP), Bianchi (ITA) |

### Quartas de final
| 30 de julho de 2013 15:30 | Jogo 33 | Grécia                                     | 3–9 | Hungria | Piscines Bernat Picornell, Barcelona Público: 900 Árbitros: Golijanin (SRB), Bender (GER) |
| 30 de julho de 2013 15:30 | Jogo 33 | Pontuação por períodos: 1–2, 1–1, 1–2, 0–4 |     |         | Piscines Bernat Picornell, Barcelona Público: 900 Árbitros: Golijanin (SRB), Bender (GER) |

| 30 de julho de 2013 17:00 | Jogo 34 | Croácia                                                          | 7–6 | Austrália | Piscines Bernat Picornell, Barcelona Público: 1800 Árbitros: Borrell (ESP), Bianchi (ITA) |
| 30 de julho de 2013 17:00 | Jogo 34 | Pontuação por períodos: 1–1, 1–1, 0–1, 3–2 Tempo extra: 1–1, 1–0 |     |           | Piscines Bernat Picornell, Barcelona Público: 1800 Árbitros: Borrell (ESP), Bianchi (ITA) |

| 30 de julho de 2013 20:15 | Jogo 35 | Montenegro                                 | 9–8 | Sérvia | Piscines Bernat Picornell, Barcelona Público: 500 Árbitros: Flahive (AUS), Margeta (SLO) |
| 30 de julho de 2013 20:15 | Jogo 35 | Pontuação por períodos: 2–3, 4–3, 1–2, 2–0 |     |        | Piscines Bernat Picornell, Barcelona Público: 500 Árbitros: Flahive (AUS), Margeta (SLO) |

| 30 de julho de 2013 21:45 | Jogo 36 | Espanha                                    | 3–4 | Itália | Piscines Bernat Picornell, Barcelona Público: 4,500 Árbitros: Stavridis (GRE), Alexandrescu (ROU) |
| 30 de julho de 2013 21:45 | Jogo 36 | Pontuação por períodos: 2–2, 1–1, 0–1, 0–0 |     |        | Piscines Bernat Picornell, Barcelona Público: 4,500 Árbitros: Stavridis (GRE), Alexandrescu (ROU) |

### Semifinal
| 1 de agosto de 2013 20:15 | Jogo 39 | Hungria                                    | 11–10 | Croácia | Piscines Bernat Picornell, Barcelona Público: 4,000 Árbitros: Flahive (AUS), Naumov (RUS) |
| 1 de agosto de 2013 20:15 | Jogo 39 | Pontuação por períodos: 2–3, 4–2, 3–2, 2–3 |       |         | Piscines Bernat Picornell, Barcelona Público: 4,000 Árbitros: Flahive (AUS), Naumov (RUS) |

| 1 de agosto de 2013 21:45 | Jogo 40 | Montenegro                                 | 10–8 | Itália | Piscines Bernat Picornell, Barcelona Público: 2,500 Árbitros: Margeta (SLO), Koryzna (POL) |
| 1 de agosto de 2013 21:45 | Jogo 40 | Pontuação por períodos: 3–1, 2–0, 4–3, 1–4 |      |        | Piscines Bernat Picornell, Barcelona Público: 2,500 Árbitros: Margeta (SLO), Koryzna (POL) |

### Disputa pelo bronze
| 3 de agosto de 2013 16:30 | Jogo 43 | Croácia                                    | 10–8 | Itália | Piscines Bernat Picornell, Barcelona Público: 3,500 Árbitros: Stavridis (GRE), Alexandrescu (ROU) |
| 3 de agosto de 2013 16:30 | Jogo 43 | Pontuação por períodos: 4–2, 4–1, 1–2, 1–3 |      |        | Piscines Bernat Picornell, Barcelona Público: 3,500 Árbitros: Stavridis (GRE), Alexandrescu (ROU) |

### Final
| 3 de agosto de 2013 22:15 | jogo 44 | Hungria                                    | 8–7 | Montenegro | Piscines Bernat Picornell, Barcelona Público: 4,500 Árbitros: Borrell (ESP), Margeta (SLO) |
| 3 de agosto de 2013 22:15 | jogo 44 | Pontuação por períodos: 2–0, 1–2, 3–3, 2–2 |     |            | Piscines Bernat Picornell, Barcelona Público: 4,500 Árbitros: Borrell (ESP), Margeta (SLO) |

## Disputa do 5º ao 8º lugares
|  | Semifinais         | Semifinais  |    |             | 5º lugar    | 5º lugar |  |
|  |                    |             |    |             |             |          |  |
|  | 1 de agosto        |             |    |             |             |          |  |
|  | Grécia             | 11          |    |             |             |          |  |
|  | Austrália          | 9           |    |             |             |          |  |
|  |                    |             |    |             |             |          |  |
|  |                    |             |    |             | 3 de agosto |          |  |
|  |                    |             |    |             | Grécia      | 8        |  |
|  |                    | Espanha     | 10 |             |             |          |  |
|  |                    |             |    |             |             |          |  |
|  |                    |             |    |             |             |          |  |
|  |                    |             |    |             | 7º lugar    |          |  |
|  | 1 de agosto        | 1 de agosto |    | 3 de agosto | 3 de agosto |          |  |
|  | Sérvia             | 13          |    | Austrália   | 7           |          |  |
|  | Espanha (pênaltis) | 14          |    |             | Sérvia      | 13       |  |

| 1 de agosto de 2013 15:30 | Jogo 37 | Grécia                                     | 11–9 | Austrália | Piscines Bernat Picornell, Barcelona Público: 600 Árbitros: Golijanin (SRB), Bianchi (ITA) |
| 1 de agosto de 2013 15:30 | Jogo 37 | Pontuação por períodos: 3–1, 4–3, 2–4, 2–1 |      |           | Piscines Bernat Picornell, Barcelona Público: 600 Árbitros: Golijanin (SRB), Bianchi (ITA) |

| 1 de agosto de 2013 17:00 | Jogo 38 | Sérvia                                                                     | 13–14 | Espanha | Piscines Bernat Picornell, Barcelona Público: 1,000 Árbitros: Koganov (AZE), Moller (ARG) |
| 1 de agosto de 2013 17:00 | Jogo 38 | Pontuação por períodos: 2–2, 1–0, 2–3, 1–1 Tempo extra: 2–1, 0–1 (pên.)5–6 |       |         | Piscines Bernat Picornell, Barcelona Público: 1,000 Árbitros: Koganov (AZE), Moller (ARG) |

### Decisão do 7º lugar
| 3 de agosto de 2013 15:00 | Jogo 41 | Austrália                                  | 7–13 | Sérvia | Piscines Bernat Picornell, Barcelona Público: 500 Árbitros: Peris (CRO), Moller (ARG) |
| 3 de agosto de 2013 15:00 | Jogo 41 | Pontuação por períodos: 2–3, 2–2, 2–4, 1–4 |      |        | Piscines Bernat Picornell, Barcelona Público: 500 Árbitros: Peris (CRO), Moller (ARG) |

### Decisão do 5º lugar
| 3 de agosto de 2013 20:45 | Jogo 42 | Grécia                                     | 8–10 | Espanha | Piscines Bernat Picornell, Barcelona Público: 4,000 Árbitros: Golijanin (SRB), Flahive (AUS) |
| 3 de agosto de 2013 20:45 | Jogo 42 | Pontuação por períodos: 2–1, 2–5, 4–2, 0–2 |      |         | Piscines Bernat Picornell, Barcelona Público: 4,000 Árbitros: Golijanin (SRB), Flahive (AUS) |

## Classificação final
| Pos.              | Equipe         |
| ----------------- | -------------- |
| Medalha de ouro   | Hungria        |
| Medalha de prata  | Montenegro     |
| Medalha de bronze | Croácia        |
| 4                 | Itália         |
| 5                 | Espanha        |
| 6                 | Grécia         |
| 7                 | Sérvia         |
| 8                 | Austrália      |
| 9                 | Estados Unidos |
| 10                | Alemanha       |
| 11                | Canadá         |
| 12                | Cazaquistão    |
| 13                | Roménia        |
| 14                | China          |
| 15                | África do Sul  |
| 16                | Nova Zelândia  |